# Jacob Tremblay
Jacob Tremblay (Vancouver, 5 oktober 2006) is een Canadees kindacteur.

## Biografie
Jacob Tremblay werd in 2006 geboren in Vancouver en groeide op in het nabijgelegen Langley. Zijn vader, Jason Tremblay, is een rechercheur, terwijl zijn moeder, Christina Candia, een huisvrouw is. Zijn zussen Emma en Erica acteren ook.
Tremblay maakte op zevenjarige leeftijd zijn filmdebuut in The Smurfs 2 (2013). Twee jaar later brak hij door met zijn rol in het drama Room (2015). In die film acteerde hij aan de zijde van Brie Larson, die voor haar vertolking een Oscar, BAFTA Award en Golden Globe won. Zelf won Tremblay voor zijn rol een Critics' Choice Movie Award for Best Young Performer.